# PUVA
PUVA steht als Abkürzung für Psoralen plus UV-A (auch Photochemotherapie). Mit einer Kombination von langwelligem UV-Licht und den als Naturstoff in ätherischen Ölen verschiedener Pflanzen vorkommenden Psoralen können deren photosensibilisierende Eigenschaften zu therapeutischen Zwecken genutzt werden. Für seine Arbeiten über die Phototherapie von Hautkrankheiten erhielt Niels Ryberg Finsen 1903 einen Nobelpreis.
Angewandt wird die PUVA-Therapie in der Dermatologie zur Behandlung ausgeprägterer Formen von Schuppenflechte, Neurodermitis, Vitiligo sowie kutanen T-Zell-Lymphomen wie Mycosis fungoides und dem Sézary-Syndrom. Außerdem kann sie alternativ zur UVA1-Therapie bei Urticaria pigmentosa, der kutanen Form der Mastozytose, zur Therapie genutzt werden.
Man unterscheidet zwischen der systemischen und der topischen PUVA-Therapie. Bei der systemischen PUVA-Therapie wird der Photosensibilisator 8-Methoxypsoralen (8-MOP) zwei Stunden vor der Bestrahlung oral verabreicht. Bei der topischen PUVA-Therapie wird vor der Bestrahlung eine psoralenhaltige Creme auf die betroffenen Hautareale aufgetragen oder die betroffenen Stellen in einem wirkstoffhaltigen Wasser gebadet.
Vor der Behandlung sollte der Patient gründlich über mögliche Nebenwirkungen informiert werden, da es kurzfristig nach der Behandlung zu schwersten Verbrennungen durch UV-Licht (Sonnenlicht, Solarium) kommen kann und langfristig das Risiko zur Erkrankung an bestimmten Formen des Hautkrebs zunehmen kann. Eine sorgfältige Nutzen-Risiko-Analyse durch den Arzt ist vorzunehmen.
Auch andere Medikamente können lichtsensibilisierend wirken, wie z. B. das immunsuppressive Medikament Ciclosporin, welches u. a. nach Transplantationen verabreicht wird, um die Gefahr von Abstoßungsreaktionen zu verringern. Bei der Behandlung mit PUVA kann sich in entsprechenden Fällen eine starke Verbrennung der Haut und eine Schädigung des darunterliegenden Gewebes ergeben.
Eine alternative Form der Psoralen- und UV-A-Behandlung der PUVA stellt die Photopherese dar.